# سي إم إيه

شعار شهادة محاسب إداري معتمد

المحاسب الإداري المعتمد CMA  هي شهادة محاسبية تم تصميمها من قبل معهد المحاسبين الإداريين IMA بالولايات المتحدة الأمريكية وهو الجهة الرائدة في العالم لتمكين المهنيين في المحاسبة الإدارية والتمويل من التميز في الأداء. إن الحصول على هذه الشهادة من قبل العاملين في تلك المجالات يحقق لهم العديد من المزايا، نوجزها فيما يلي:
1. اعتلاء مناصب إدارية عليا في جهات أعمالهم
2. زيادة المعرفة العلمية في مجالات متعددة (الإدارة والمحاسبة المالية ومحاسبة التكاليف والاقتصاد والتمويل،... الخ)
3. الاعتماد المهني للخبرات السابقة
4. التميز بارتفاع الرواتب

## الفئات الوظيفية المرشحة للحصول على شهادة CMA
تشمل الفئات المرشحة للحصول على هذه الشهادة المتخصصين في حقل المحاسبة الإدارية ومنهم:
- المدراء الماليون الراغبون في الحصول على تأهيل مهني يوثق خبرتهم العملية، وكسب المعرفة التي تمكنهم من أداء *مهامهم الوظيفية بأسلوب ومنهج علمي متطور
- كافة المتخصصين والعاملين في مجال المراجعة والتدقيق المالي والإداري
- كافة العاملين في المجال المحاسبي الراغبون في الحصول على تأهيل مهني يمكنهم من تولي وظائف قيادية في المجال المحاسبي والمالي
- العاملون والمتخصصون في قطاع البنوك والاستثمار
- كافة من يعملون في مجال المحاسبة المالية .

## الخبرات والمؤهلات المطلوبة للتسجيل في الاختبار
يتطلب التسجيل لدخول الاختبار:
1. الحصول على مؤهل جامعي، درجة البكالوريوس، في المجال .
2. خبرة عملية لا تقل عن عامين في مجال المحاسبة الإدارية أو الإدارة المالية أو كلتيهما.
3. أو يكون طالب بكلية التجارة شعبة محاسبة .

## المحتوي العلمي لشهادة CMA
يشمل الأجزاء الآتية:
الجزء الأول :
(Financial Reporting, planning, performance and control)
الجزءالثاني :
Financial) Decision Making)

## التسجيل للعضوية والاختبار
على الراغبين في التقدم للاختبار من أجل التأهيل للشهادة الحصول على عضوية المعهد الأميركي للمحاسبين الإداريين IMA.
للحصول على هذه العضوية يجب القيام بتعبئة النموذج المخصص للعضوية والمتاح على الموقع الإلكتروني www.imanet.org وسداد رسوم العضوية، كما يتم التسجيل للاختبار من نفس الموقع من خلال تعبئة النموذج المتاح عليه.

## مواعيد الاختبار
يتم أولاً التسجيل لعضوية IMA أ-
مواعيد الاختبار هي يناير، فبراير، مايو، يونيو، سبتمبر وأكتوبر فقط وباي دولة في العالم، في المركز المخصص لذلك(بروماتريك سنتر) غالباً. ب-
رسوم الاختبار
1. 280 دولار أمريكي رسوم التقدم للاختبار
2. 460 دولار أمريكي للجزء الواحد رسوم الاختبار

رسوم العضوية:
260 دولار أمريكي للسنة الأولي، ويتم التجديد سنوياً مقابل 195 دولارا امريكيا

## وصلات خارجية
- الأكاديمية العربية للساب
- المستشارون العالميون
- معهد المحاسبين الإداريين (الأمريكي) IMA
- Chartered Institute of Management Accountants
- Institute of Certified Management Accountants
- Institute of Accounting Technicians
- Certified Management Accountants of Canada
- قائمة الحاصلين على شهادة CMA
- Institute of Management Accountants
- The Institute of Cost and Works Accountants of India
- موقع دليل المحاسبين
- الأكاديمية العربية للساب